# Schefflera quinduensis
Schefflera quinduensis là một loài thực vật có hoa trong Họ Cuồng cuồng. Loài này được (Kunth) Harms miêu tả khoa học đầu tiên năm 1894.